# Министр обороны Великобритании
Министр обороны Великобритании (англ. Secretary of State for Defence), полное официальное название Главный государственный секретарь Его Величества по делам обороны (англ. His Majesty's Principal Secretary of State for Defence) — министерский пост в правительстве Соединённого королевства, составе Кабинета, в ведении которого находится министерство обороны Великобритании. Пост министра обороны (англ. Secretary of State for Defence) был создан в 1964 году в качестве преемника должностей министра по координации обороны (1936—1940) и министра обороны (англ. Minister of Defence) (1940—1964), которые предусматривали ответственность за координацию обороны и безопасности Соединённого Королевства между Адмиралтейством, Военным министерством и министерством авиации.

## Главы военного ведомства Великобритании

### Министры по координации обороны (1936—1940)
- Томас Инскип (13 марта 1936 — 29 января 1939);
- лорд Эрни Четфилд (29 января 1939 — 3 апреля 1940).

### Министры обороны, 1940—1964
- Уинстон Черчилль (10 мая 1940 — 27 июля 1945);
- Клемент Эттли (27 июля 1945 — 20 декабря 1946);
- Альберт Александер (20 декабря 1946 — 28 февраля 1950);
- Мэнни Шинвелл (28 февраля 1950 — 26 октября 1951);
- Уинстон Черчилль (28 октября 1951 — 1 марта 1952);
- Харольд Александер (1 марта 1952 — 18 октября 1954);
- Гарольд Макмиллан (18 октября 1954 — 7 апреля 1955);
- Селвин Ллойд (7 апреля — 20 декабря 1955);
- Уолтер Монктон (20 декабря 1955 — 18 октября 1956);
- Энтони Хэд (18 октября 1956 — 9 января 1957);
- Дункан Сэндис (9 января 1957 — 14 октября 1959);
- Гарольд Уоткинсон (14 октября 1959 — 13 июля 1962);
- Питер Торникрофт (13 июля 1962 — 1 апреля 1964);

### Министры обороны, с 1964
- Питер Торникрофт (1 апреля 1964 — 16 октября 1964);
- Денис Хили (16 октября 1964 — 19 июня 1970);
- лорд Питер Карингтон (20 июня 1970 — 8 января 1974);
- Иэн Гилмор (8 января — 4 марта 1974);
- Рой Мэйсон (5 марта 1974 — 10 сентября 1976);
- Фредерик Малли (10 сентября 1976 — 4 мая 1979);
- Фрэнсис Пим (5 мая 1979 — 5 января 1981);
- Джон Нотт (5 января 1981 — 6 января 1983);
- Майкл Хезелтайн (6 января 1983 — 7 января 1986);
- Джордж Янгер (9 января 1986 — 24 июля 1989);
- Том Кинг (24 июля 1989 — 10 апреля 1992);
- Малькольм Рифкинд (10 апреля 1992 — 5 июля 1995);
- Майкл Портилло (5 июля 1995 — 2 мая 1997);
- Джордж Робертсон (3 мая 1997 — 11 октября 1999);
- Джеффри Хун (11 октября 1999 — 6 мая 2005);
- Джон Рид (6 мая 2005 — 5 мая 2006);
- Десмонд Браун (5 мая 2006 — 3 октября 2008);
- Джон Хаттон (3 октября 2008 — 5 июня 2009);
- Боб Эйнсворт (5 июня 2009 — 11 мая 2010);
- Лиам Фокс (11 мая 2010 — 14 октября 2011);
- Филип Хэммонд (14 октября 2011 — 15 июля 2014);
- Майкл Фэллон (15 июля 2014 — 1 ноября 2017);
- Гэвин Уильямсон (2 ноября 2017 — 1 мая 2019);
- Пенни Мордонт (1 мая — 24 июля 2019);
- Бен Уоллес (24 июля 2019 — 31 августа 2023);
- Грант Шэппс (31 августа 2023 — 5 июля 2024);
- Джон Хили (с 5 июля 2024).

Пост государственного министра обороны был упразднён в 1964 году и заменён новой министерской должностью — министр обороны Великобритании со статусом члена Кабинета.